# Port Clinton (Pennsylvanie)
Pour les articles homonymes, voir Port Clinton.
Port Clinton est un borough situé au sud-est du comté de Schuylkill, en Pennsylvanie, aux États-Unis,. En 2010, il comptait une population de 326 habitants. Il est incorporé en 1850.

## Démographie
Lors du recensement de 2010, le borough comptait une population de 326 habitants. Elle est estimée, en 2019, à 313 habitants.

### Source de la traduction
- (en) Cet article est partiellement ou en totalité issu de l’article de Wikipédia en anglais intitulé « Port Clinton, Pennsylvania » (voir la liste des auteurs).